# 富士市立吉原第二中学校
富士市立吉原第二中学校（ふじしりつよしわらだいにちゅうがっこう）は、静岡県富士市今泉にある公立中学校。
校地面積33,108㎡（うち校舎面積6,911㎡、屋体面積2,326㎡）。
略称は「吉ニ」

## 校訓
- 勉学・責任・健康

## 学校教育目標
- 幸せに気付く生徒

## 重点目標
- 自分から

## 沿革
- 1950年 （昭和25年）1月15日 - 吉原市立吉原中学校（現：富士市立吉原第一中学校）より分離独立認可
- 1950年 （昭和25年）2月25日 - 今泉小学校にて開校式挙行
- 1951年 （昭和26年）12月13日 - 今泉小学校教場より中学校へ移転
- 1966年 （昭和26年）11月1日 - 吉原市、富士市、鷹岡町合併により富士市となり、富士市立吉原第二中学校へ改称
- 1972年 （昭和47年）5月11日 - 静岡県青少年赤十字（JRC）に加盟
- 2016年 （平成28年）10月31日 - 新体育館落成
- 2019年 （令和元年）6月17日 - 教室LED設置工事完了

## 部活動
運動部
- 陸上（男・女）
- 野球
- サッカー（男・女）
- 卓球（男・女）
- バレーボール（男・女）
- バスケットボール（男・女）
- ソフトテニス（男・女）
- 水泳
- 柔道
- 剣道

文化部
- 吹奏楽
- 美術部
- 園芸部（人が少なく休部中）

## 進学元小学校
- 富士市立今泉小学校[2]
- 富士市立青葉台小学校[2]

## 生徒数・学級数・職員数
| 生徒数                  | 学級数 | 職員数 |
| ----------------------- | ------ | ------ |
| 516人                   | 16(1)  | 41人   |
| ※カッコ内は特別支援学級 |        |        |